# Francisco dos Santos (artista)
Francisco dos Santos (Sintra, 22 ottobre 1878 – Lisbona, 29 aprile 1930) è stato uno scultore, pittore e calciatore portoghese.

## Biografia

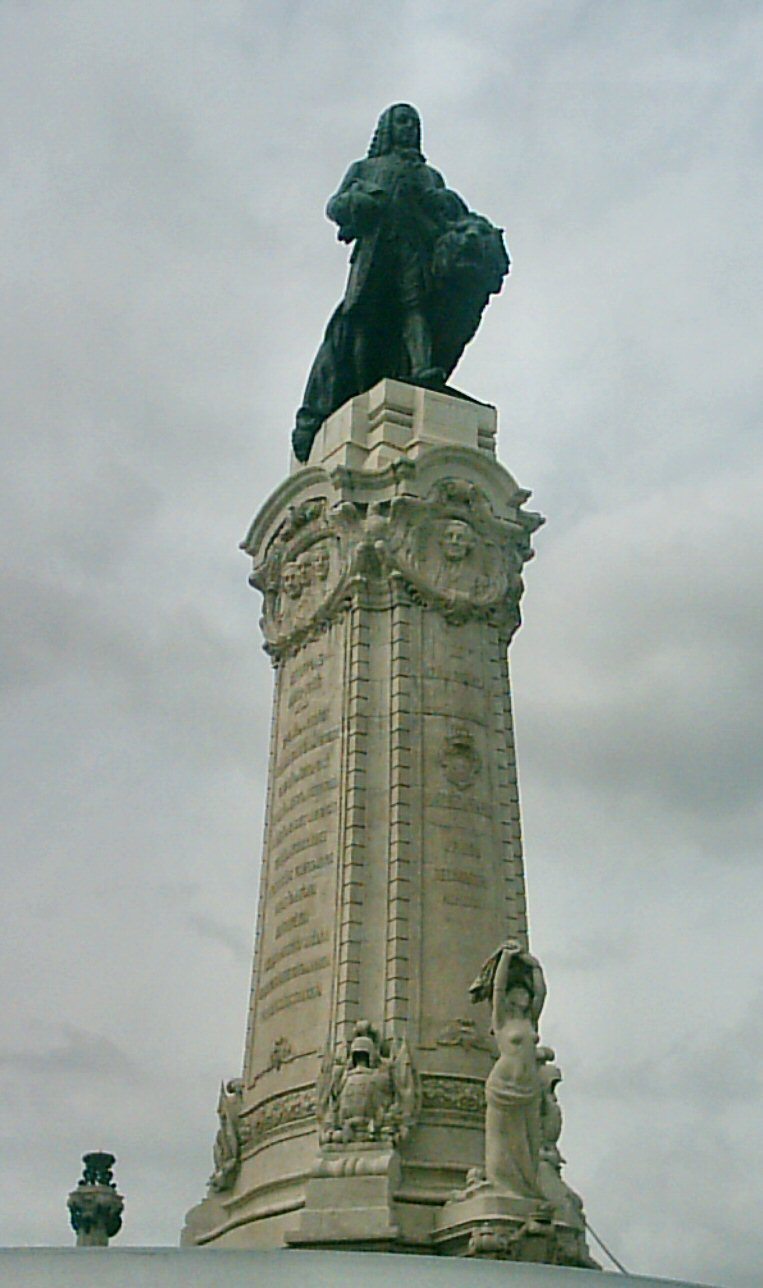
Statua al Marchese de Pombal, nella Praça Marquês de Pombal di Lisbona, opera di Francisco dos Santos inaugurata nel 1934.

Francisco dos Santos compie fin da giovanissimo i suoi studi presso la Casa Pia di Lisbona, istituzione caritatevole fondata nel 1780 per la cura e l'educazione di fanciulli orfani o provenienti da famiglie bisognose, mostrando una grande attitudine per la scultura e il disegno.
All'età di 15 anni si iscrive all'Escola de Belas-Artes de Lisboa, dove frequenta con successo i corsi di scultura di José Simões de Almeida. In questo periodo intraprende anche la carriera calcistica, inizialmente in rappresentative legate alla Casa Pia (antesignane del Casa Pia Atlético Clube, fondato nel 1920) e in seguito, a livello professionistico, nel Benfica. Nel 1903 si era trasferito a Parigi per frequentare l'Accademia di Belle Arti ma, con una esigua borsa di studio, era costretto a vivere in difficili condizioni economiche; malgrado ciò ebbe modo di frequentare l'atelier di Raoul Verlet, sposando inoltre la francese Nadine Dubosc.
Nel 1906, grazie ad un lascito del Visconte di Valmor, il giovane artista e calciatore portoghese può trasferirsi a Roma per continuare gli studi e migliorare la sua arte scultorea. Ancora però costretto a vivere in ristrettezze economiche e diventato padre di un bambino, dos Santos si arrangia come traduttore di francese, ma torna a coltivare la sua vecchia passione per il calcio, essendo reclutato con successo tra le file della Lazio, diventandone più tardi anche il capitano: può essere considerato il primo calciatore portoghese a giocare all'estero.
Stabilitosi definitivamente in Portogallo nel 1909, l'anno prima è stato uno dei fondatori della Associação de Futebol de Lisboa ed ha continuato la carriera calcistica con la maglia dello Sporting CP. Autore di importanti opere scultoree presenti nella città di Lisbona, tra cui il busto ufficiale della Repubblica e la statua al Marchese di Pombal, nella Praça Marquês de Pombal, dos Santos realizzò anche numerosi dipinti, la maggior parte dei quali aveva come soggetto sensuali nudi femminili.
Morì improvvisamente il mattino del 29 aprile 1930 vittima di una congestione.

## Palmarès

### Competizioni regionali
- Campionato Romano: 1

Lazio: 1907